# Ibaraki (Osaka)
Ibaraki (茨木市?) è una città giapponese della prefettura di Osaka.

## Monumenti e luoghi d'interesse
- La chiesa della Luce - realizzata nel 1989, è una chiesa cristiana. È una delle architetture più famose di Tadao Andō.